# مرجانيات صلبة
المرجانيات الصلبة (الاسم العلمي: Scleractinia) هي رتبة من اللاسعات تتبع فوق رتبة من طائفة الزهريات الشعاعية.

## التصنيف
- مشتركات النجم وأشباهها
  - مشتركات النجم
    - †مشترك النجم

  - قميات المسام
    - قمي المسام
- مرجانيات فطرية وأشباهها
  - مرجانيات فطرية
    - مرجان فطري